# Mecostethus baichengensis
Mecostethus baichengensis is een rechtvleugelig insect uit de familie veldsprinkhanen (Acrididae). De wetenschappelijke naam van deze soort is voor het eerst geldig gepubliceerd in 2002 door Ren, Sun & Wang.